# ジェセル王のピラミッド
ジェセル王のピラミッド (Pyramid of Djoser) は、古代エジプト第3王朝第2代ファラオのジェセルによってサッカラに建設されたピラミッドである。
サッカラのピラミッドともいう。典型的な階段ピラミッドであり、単に階段ピラミッドともいう。
史上初のピラミッドとも言われ、その建設方式や宗教的理念は後代のエジプト社会に影響を与えた。

## 設計
高さ62メートルであり、東西125メートル、南北109メートルの長方形の底面を持っている。後代に建設されたピラミッドは通常正方形の底面を持っているが、階段ピラミッドの場合は五次に渡る設計変更の結果長方形の底面を持つことになった。
階段ピラミッドは元来、初期王朝時代から見られる正方形のマスタバとして高さ10メートル、一辺63メートルの規模を持って建設される予定であった。しかし、建設を担当したジェセルの重臣イムホテプらによって東側に向けて何度も拡張が繰り返され、最終的には階段状の概観を持つピラミッドとして完成したのである。
ピラミッドの地下には深さ28メートルの地下室が設けられており、遺体を納める玄室や、玄室を取り巻く多数の部屋、回廊が張り巡らされた。

## 複合体

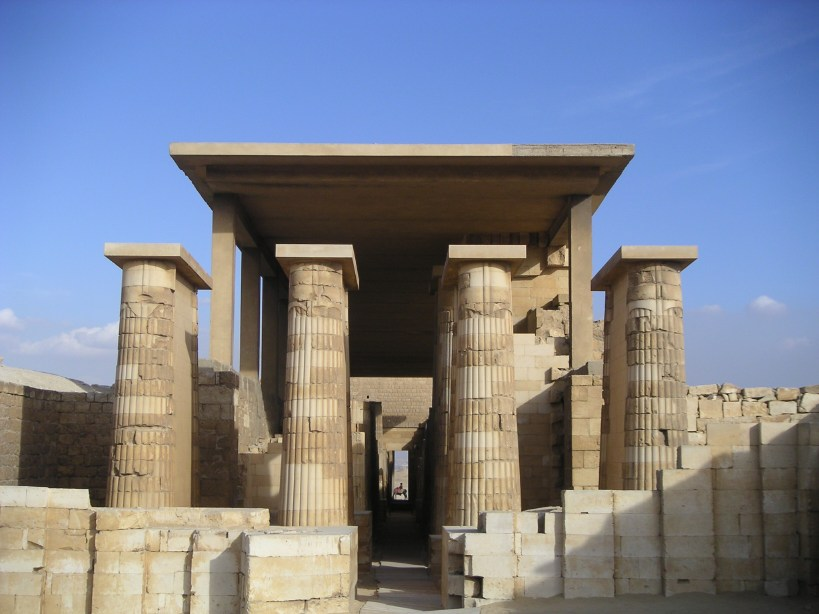
葬祭殿の正面

階段ピラミッドは単体ではなく、周辺の付属建造物とあわせてピラミッド複合体（ピラミッド・コンプレックス）を形成していた。北側に葬祭殿、東側に王宮、及びセド祭用の神殿、南側に「南墓」、西側に巨大な倉庫があり、この複合体全体を高さ10.4メートル、東西277メートル、南北545メートルの外壁が取り囲んでいた。全体を石造で建設する建造物としてはエジプト史上初ともいえるものであり、このピラミッドの建造によってイムホテプは建築家としても名声を博した。
ピラミッド複合体の構成要素は後代のものとは異なっている。階段ピラミッドは神的性格を持った王の墓として、臣下の墓とは一線を画す墓形式として新たに設計されたものであった。その形状は後世に書かれた碑文から、王が天に昇るための階段を意味するといわれている。また、ピラミッド複合体全体の構成は上エジプトと下エジプトの墳墓様式を合わせたものであり、セド祭用神殿の併設という点もあわせて、単純な王の葬祭施設であると同時に、現世における王の支配権、及び権威を象徴する場としての意味を強く持っていた。支配権を表すという性格は、墳墓としての機能を持たない小ピラミッドが別に多数建設されている点からも明らかである。
三大ピラミッドなどと共にメンフィスとその墓地遺跡として世界遺産に登録されている。

## 建築史的意義
階段ピラミッドが建設された当時、石灰岩や花崗岩を用いた建築様式は未だエジプトでは一般化していなかった。この建物を建てたことによって設計者イムホテプは「初めて石の建物を建てた」と後に称えられているが、石を用いた建築自体は階段ピラミッド以前にも例がある。それは第2王朝の王カーセケムイの墓室である。
しかし、建物全体を石造で建設したという点ではやはり階段ピラミッドの建設は画期的であった。初期の石造建築では世界各地で見られるように、石造に特化した建築様式が確立されていないため、古い日干し煉瓦や葦による建造物の建設方式を真似て作られた。
こうした例は古代ギリシアや、インドの宗教建築に今日も見られるものである。
このピラミッドの建設後しばらくの間、古代エジプトの王達によって次々とピラミッドが建設されるようになった。

## 貝類の学名
二枚貝には、ジェセル王のピラミッドに形態が似ていることから、このピラミッドに由来し学名が命名された種がある。ズカワキンチャクガイ Swiftopecten djoserus (Yoshimura, 2017) は、貝類では非常に顕著な階段状の形態を有することから、日本で発掘された新生代の二枚貝化石の種小名として名付けられた。生物の学名に、遺跡・歴史上の人物の名前が献名されることは稀である。

## セド祭

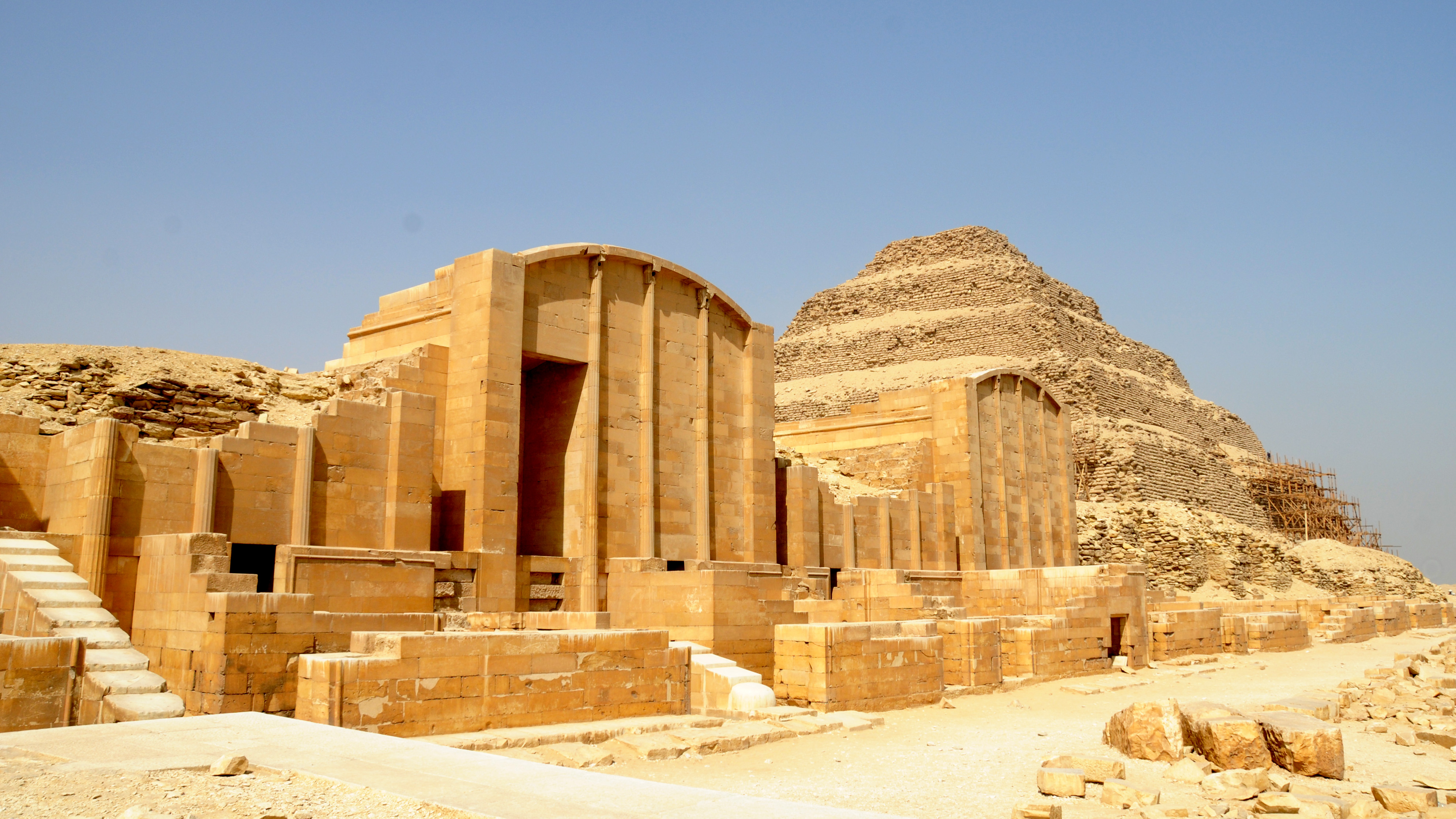
手前に見える建築物が「セド祭殿」

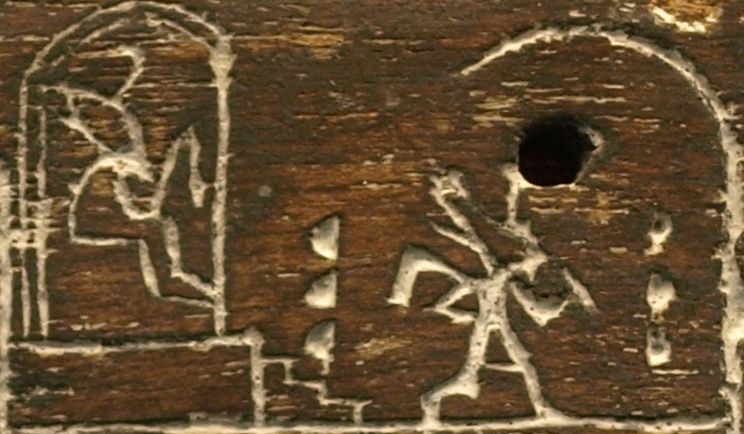
ファラオ・デンのセド祭を描いた黒檀のラベル。

セド祭（セドさい、英語:Sed festival）は、古代エジプトのファラオ（王）が在位中に行った王位更新祭、又は王の再生の儀式。ジェセル王のピラミッドの複合体には、周辺の付属建造物とあわせて東側に王宮、及びセド祭用の神殿が備わっていた。
またの名を尾の饗宴という。大体においてファラオはサッカラのジェセル王のピラミッドの麓にあるセド祭殿にて行われていた。「セド（sed）」の語義は神の名称とされているが不詳である。ファラオの即位後30年目に行われ、以後3年目ごとに繰り返されるのが原則であるが、必ずしも厳密に順守されたわけではなかった。このような慣習は現在もナイル上流の部族などにみられる。
超越的な力の維持と保持のために行われるセド祭は、王の肉体的・魔術的力の復活を祈願する走行儀式であるが、「形式的な王の死」という王殺しを備えた神事であり王の再生復活を表現した、死と再生を表す神事でもあった。
セド祭と呼ばれる神事は、エジプトが1つの国として統一される以前のエジプト初期王朝時代から、古代ローマによってエジプト最後の王朝プトレマイオス朝が滅ぼされるまで、各王朝の中で30年以上国を統 治した王達によって何度も行なわれてきた儀式である。そのため、古代エジプトの中でも最も起源が古いとされる神事である。また、王の行なう神事の中でも最も重要な儀式と看做されていたことが、今日までの研究で判明している。祭りは30年ごとに行われることになっていたが、実際は30年以上在位する王は少なく、この区切りは厳密ではない。また、高齢になっても体力を維持できている指導者は少なく、老いた指導者たちに譲位を促すための祝祭・儀式とも考えられている。
その内容は古代エジプトの王朝にとって、最も重要視されるものであった。セド祭の機能は全王朝全ての時代を通して、王の権威と権勢をより強くし守るものであったとされ、王の力が衰えるとされる即位30年時と、それ以降3年毎に行われる身体運動を取り入れた宗教的儀式の1つであったとされている。
祝祭の目的は、王の活力の回復にあった。王の活力と自然の豊饒とは共感関係にあるとされたため、一定期間在位して活力を失った王は儀礼的殺害によって活力に満ちた存在として復活することが要求されていた。具体的には、王が自らの健在を示すために上下エジプトを象徴するレンガの上を走り回り、自身の権力の健在と体力の誇示を果たした。自身の力が証明できなかった指導者は、その後の華麗な儀式の中で象徴的に殺された。そしてより若い後継者が指導者の位についたのだった。体力と権力が認められた指導者は自身の像を地中に埋め、形式的な復活を果たした。
| W4 | s | d · N21 | O23 |

| W4 | s | d · N21 | O23 |

死を迎える事でしか得られないとされていた再生復活を、古代エジプトのファラオはセド祭の儀式の中に形式的な死を取り入れることによって成立させて再生復活を得たものとした。儀式の終了と共に、年と共に衰えた超越的な肉体的・魔術的な力を再び得、エジプトの国土を統治するに相応しい、国民が望む王に生き返るものとみなされた。
実質的な証拠がある最も初期のセド祭の一つは、サッカラの第六王朝ファラオ・ペピ1世の祭りである。碑文によってわかっているセド祭は、エジプト第1王朝のファラオ・デン王と、エジプト第3王朝のファラオ・ジョセル王である。ジョセル王のピラミッドには、セド祭用の神殿が建てられていた。ラムセス2世とアメンホテプ3世のものである。33年目に2度目のセド祭を迎えたオソルコン1世、ブバスティスに巨大な寺院を建設したことで知られるオソルコン2世など、後のリビア時代の王たちによって、セド祭は祝われていたことが確かめられている。場所は一定ではなく、ラムセス2世は新都ペル・ラムセスにおいて行ったし、アメンホテプ3世はテーベのマカルタ王宮においてその祭事を行ったとされている。
その中で、アマルナ時代を創始したファラオ・アクエンアテン王は、彼が腐敗していると見なしたアメン・ラーの司祭による国家の乱れを取り除くために、古代エジプトの宗教的慣行に多くの変更を加えた。彼の宗教的改革は、慣例を破って彼の3年目に彼の最初のセド祭が行われた。